# Castries (Hérault)
Pour les articles homonymes, voir Castries.
Castries [kas.tʁi] (en occitan Càstrias ['kas.trjɔs]) est une commune française située dans l'est du département de l'Hérault, en région Occitanie.
Exposée à un climat méditerranéen, elle est drainée par la Cadoule, le Bérange, le Valentibus et par divers autres petits cours d'eau. La commune possède un patrimoine naturel remarquable composé de quatre zones naturelles d'intérêt écologique, faunistique et floristique.
Castries est une commune urbaine qui compte 6 722 habitants en 2022, après avoir connu une forte hausse de la population depuis 1962. Elle est dans l'unité urbaine de Castries et fait partie de l'aire d'attraction de Montpellier. Ses habitants sont appelés les Castriotes.

## Géographie

### Localisation
À vol d'oiseau, Castries est située à 11,8 km à l'est de Montpellier.

### Communes limitrophes et proches
Les communes limitrophes sont  Baillargues, Guzargues, Montaud, Saint-Brès, Saint-Drézéry, Saint-Geniès-des-Mourgues, Sussargues, Teyran et Vendargues.
| Montaud (8.30 / 9,79 km) Ste-Croix-de-Quintillargues (12.31 / 16,64 km) Guzargues (6.97 / 9,94 km) Le Triadou (12.82 / 16,80 km) Assas (7.43 / 11,11 km) | Saint-Drézéry (6.00 / 8,83 km)   | St-Jean-de-Cornies (7.49 / 9,99 km) Sussargues (4.15 / 5,43 km) Restinclières (6.53 / 7,24 km) St-Geniès-des-Mourgues (4.33 / 5,33 km) Gallargues-le-Montueux (15.77 / 25,28 km) |
| Teyran (5.03 / 8,04 km) | Castries                         | Lunel-Viel (8.31 / 10,37 km) |
| Montferrier-sur-Lez (10.18 / 16,22 km) Jacou (6.40 / 8,05 km) Le Crès (5.08 / 6,93 km) Vendargues (2.76 / 3,35 km)                                       | Étang de l'Or (10.85 / 12,40 km) | Valergues (6.10 / 9,68 km) Saint-Brès (3.85 / 5,16 km) Baillargues (2.84 / 3,48 km)                                                                                              |

### Géologie et relief

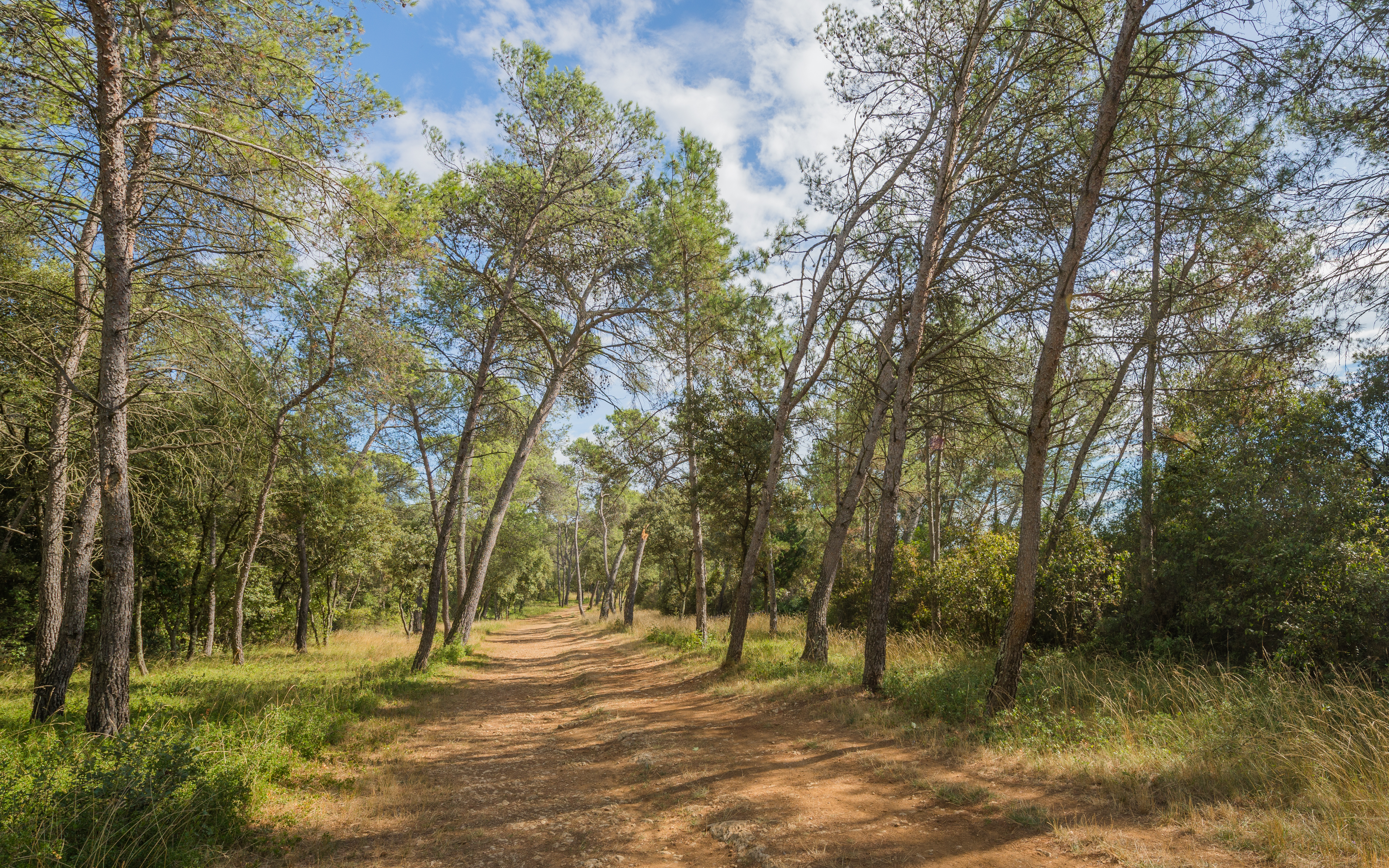
Les Pins, un bois sur la commune.

La superficie de la commune est de 2 405 hectares ; son altitude varie entre 20 et 154 mètres.
Les environs de Castries sont parsemés de carrières. La roche extraite est un calcaire de 20 millions d'années (datant du Miocène) d'une belle couleur jaune pâle. Cette pierre est utilisée à de nombreux endroits du département : la promenade du Peyrou à Montpellier, ou encore à la cathédrale de Maguelone… C'est une pierre riche en fossiles (coquillages, dents de requins, etc.). Au Miocène, le littoral languedocien était sous l'eau, ce qui englobe les régions actuelles de Narbonne, Béziers, Montpellier et Nîmes. La sédimentation des squelettes et coquilles de cette mer donnera cette roche tendre, utilisée comme matériau de construction.

### Climat
En 2010, le climat de la commune est de type climat méditerranéen franc, selon une étude s'appuyant sur une série de données couvrant la période 1971-2000. En 2020, Météo-France publie une typologie des climats de la France métropolitaine dans laquelle la commune est exposée à un climat méditerranéen et est dans la région climatique  Provence, Languedoc-Roussillon, caractérisée par une pluviométrie faible en été, un très bon ensoleillement (2 600 h/an), un été chaud (21,5 °C), un air très sec en été, sec en toutes saisons, des vents forts (fréquence de 40 à 50 % de vents > 5 m/s) et peu de brouillards.
Pour la période 1971-2000, la température annuelle moyenne est de 14,3 °C, avec une amplitude thermique annuelle de 16,6 °C. Le cumul annuel moyen de précipitations est de 693 mm, avec 5,7 jours de précipitations en janvier et 2,6 jours en juillet. Pour la période 1991-2020, la température moyenne annuelle observée sur la station météorologique la plus proche, située sur la commune de Mauguio à 7,32 km à vol d'oiseau, est de 0,0 °C et le cumul annuel moyen de précipitations est de 0,0 mm,. Pour l'avenir, les paramètres climatiques de la commune estimés pour 2050 selon différents scénarios d'émission de gaz à effet de serre sont consultables sur un site dédié publié par Météo-France en novembre 2022.

### Milieux naturels et biodiversité
L’inventaire des zones naturelles d'intérêt écologique, faunistique et floristique (ZNIEFF) a pour objectif de réaliser une couverture des zones les plus intéressantes sur le plan écologique, essentiellement dans la perspective d’améliorer la connaissance du patrimoine naturel national et de fournir aux différents décideurs un outil d’aide à la prise en compte de l’environnement dans l’aménagement du territoire.
Trois ZNIEFF de type 1 sont recensées sur la commune :
- les « garrigues de castries » (303 ha), couvrant 2 communes du département[11] ;
- la « rivière de la Cadoule à Castries et Vendargues » (6 ha), couvrant 2 communes du département[12],
- la « vallée de la rivière du Bérange » (99 ha), couvrant 4 communes du département[13] ;

et une ZNIEFF de type 2, : 
les « plaines et garrigues du Nord Montpelliérais » (13 097 ha), couvrant 25 communes dont six dans le Gard et 19 dans l'Hérault.

Carte des ZNIEFF de type 1 et 2 à Castries.
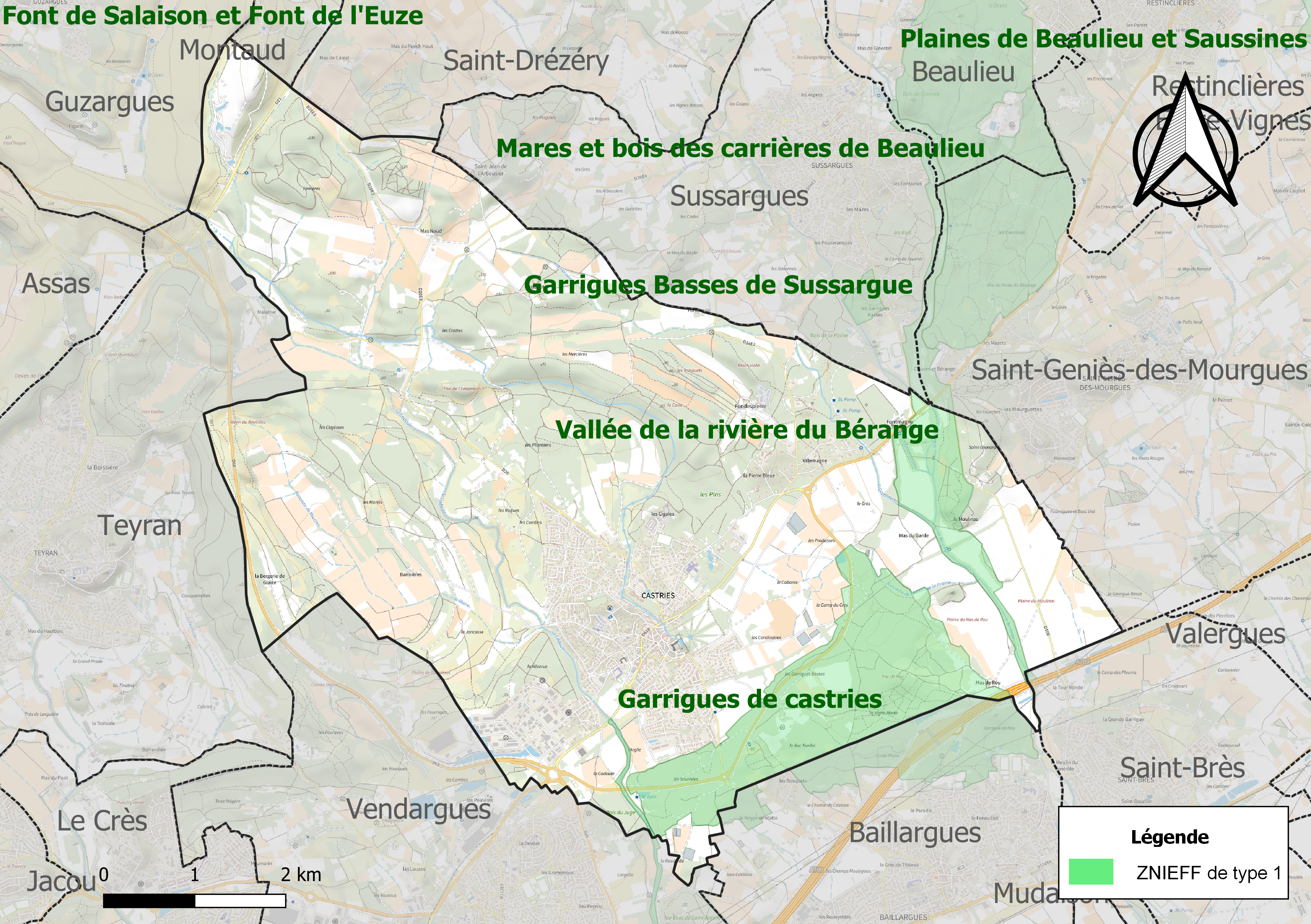
Carte des ZNIEFF de type 1 sur la commune.
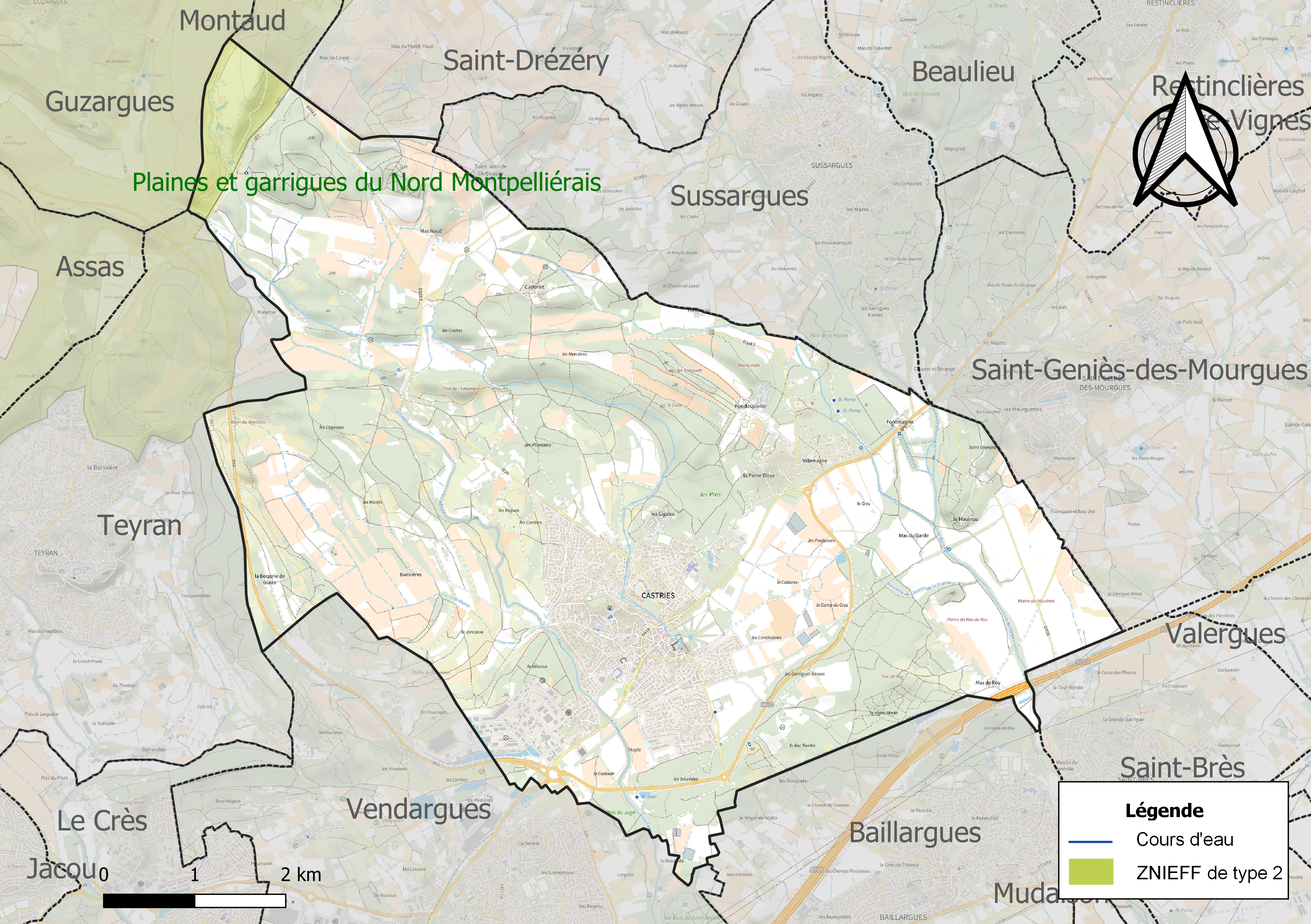
Carte de la ZNIEFF de type 2 sur la commune.

## Voies de communication et transports

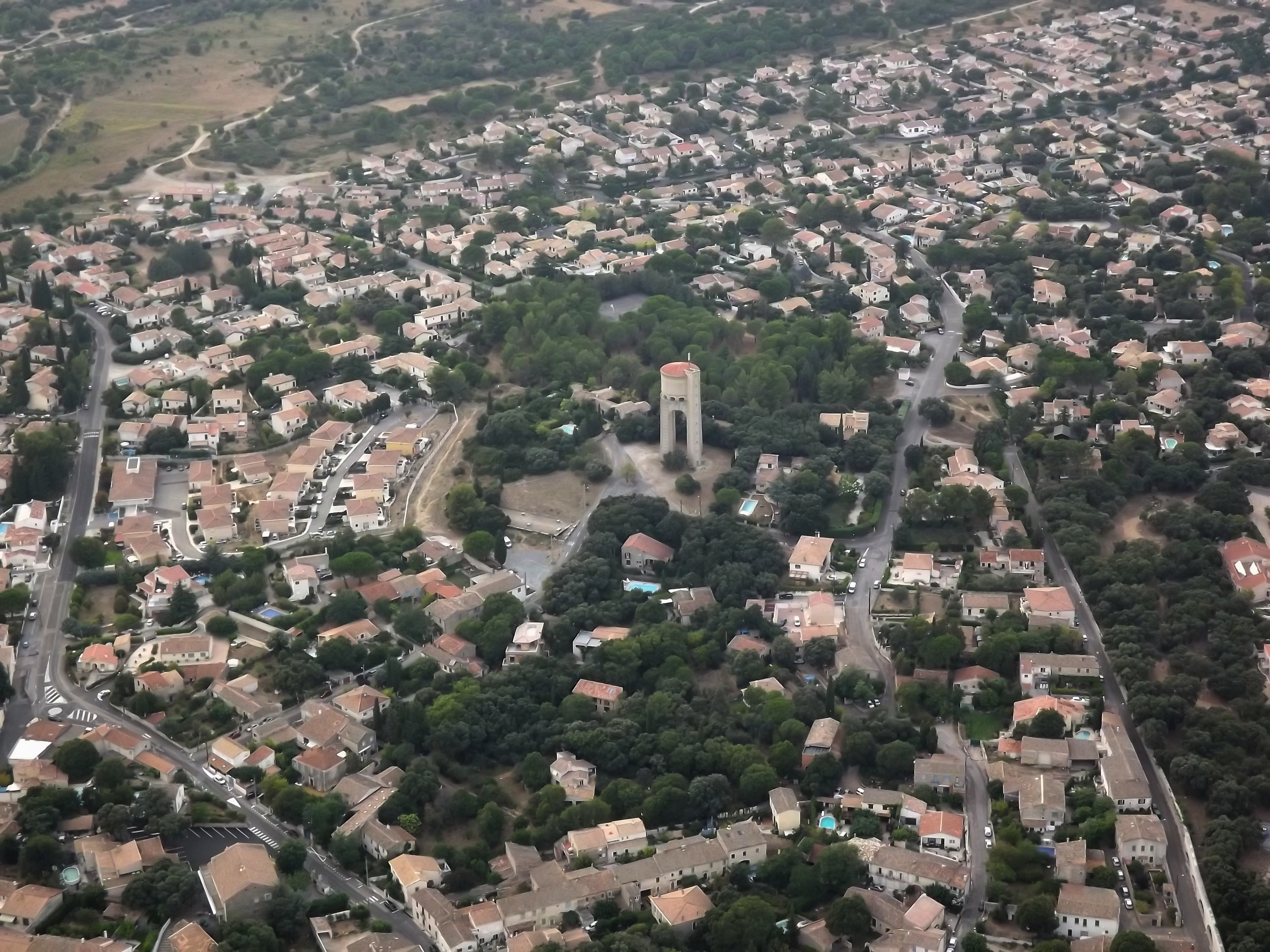
Vue aérienne des voies d'accès.

Le territoire de la commune est traversé par l'ancienne route nationale 110 (Montpellier-Alès) déclassée en janvier 2006 sous le nom de route départementale 610. À cette date, ce sont entre 13 000 et 15 000 véhicules qui traversent le centre de la ville.
Un projet du conseil général de l'Hérault prévoit la construction d'une déviation au sud de Castries, avec enquête publique en 2008.

## Urbanisme

### Typologie
Au 1er janvier 2024, Castries est catégorisée ceinture urbaine, selon la nouvelle grille communale de densité à sept niveaux définie par l'Insee en 2022.
Elle appartient à l'unité urbaine de Castries, une unité urbaine monocommunale constituant une ville isolée,. Par ailleurs la commune fait partie de l'aire d'attraction de Montpellier, dont elle est une commune de la couronne,. Cette aire, qui regroupe 161 communes, est catégorisée dans les aires de 700 000 habitants ou plus (hors Paris),.

### Occupation des sols
L'occupation des sols de la commune, telle qu'elle ressort de la base de données européenne d’occupation biophysique des sols Corine Land Cover (CLC), est marquée par l'importance des territoires agricoles (45,9 % en 2018), en diminution par rapport à 1990 (48,9 %). La répartition détaillée en 2018 est la suivante : 
milieux à végétation arbustive et/ou herbacée (28,6 %), cultures permanentes (25,4 %), zones agricoles hétérogènes (13,9 %), forêts (12,5 %), zones urbanisées (9,8 %), terres arables (6,5 %), zones industrielles ou commerciales et réseaux de communication (2,2 %), mines, décharges et chantiers (1 %), prairies (0,1 %). L'évolution de l’occupation des sols de la commune et de ses infrastructures peut être observée sur les différentes représentations cartographiques du territoire : la carte de Cassini (XVIIIe siècle), la carte d'état-major (1820-1866) et les cartes ou photos aériennes de l'IGN pour la période actuelle (1950 à aujourd'hui).

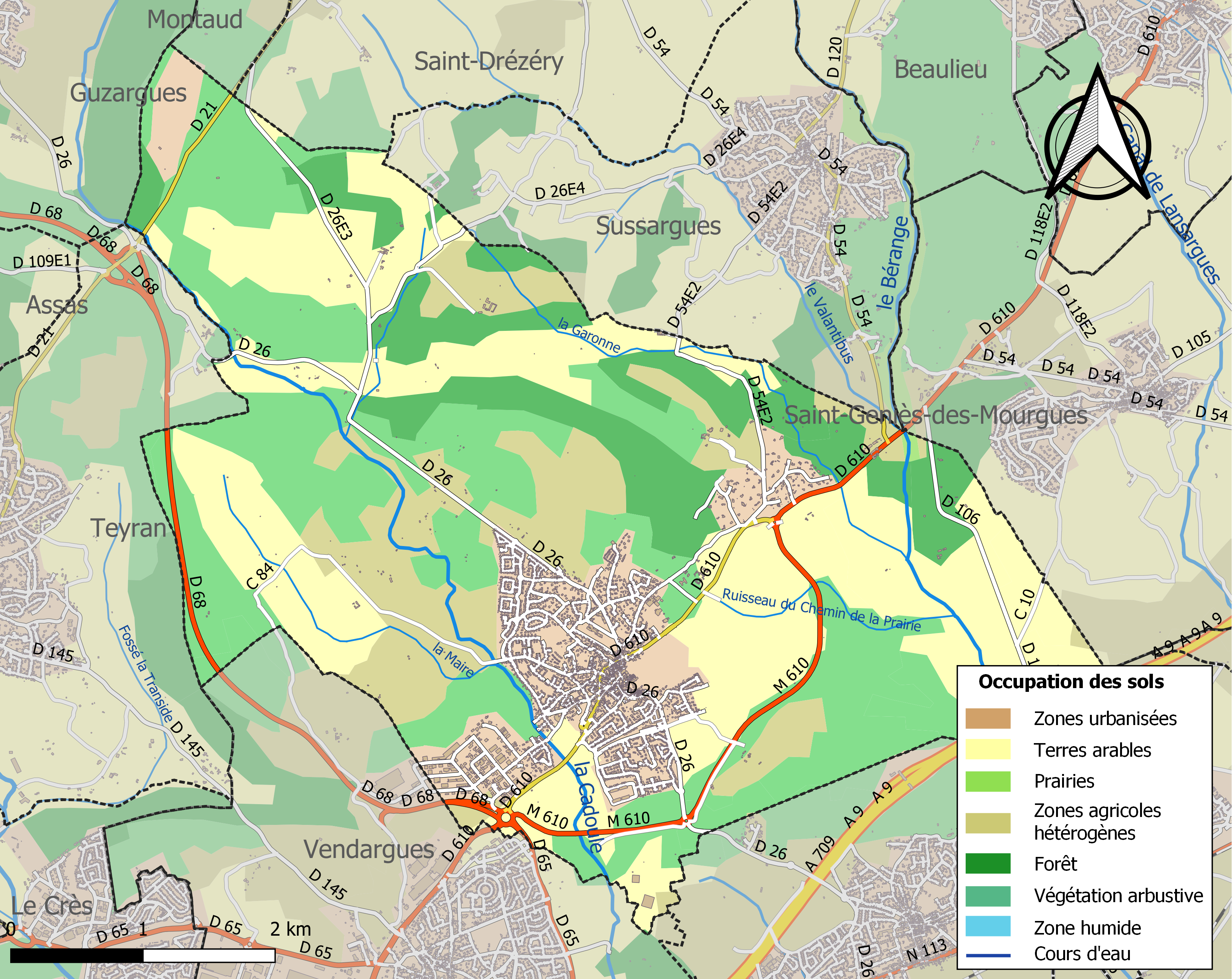
Carte des infrastructures et de l'occupation des sols de la commune en 2018 (CLC).

### Logement
En 2009, le nombre total de logements dans la commune était de 2 505, alors qu'il était de 2 085 en 1999.
Parmi ces logements, 92,7 % étaient des résidences principales, 3,3 % des résidences secondaires et 4,0 % des logements vacants. Ces logements étaient pour 81,3 % d'entre eux des maisons individuelles et pour 18,1 % des appartements.
La proportion des résidences principales, propriétés de leurs occupants était de 66,2 %, en légère baisse par rapport à 1999 (69,1 %). La part de logements HLM loués vides (logements sociaux) était de 6,6 %, en légère hausse par rapport à 1999 (6,0 %).

### Risques majeurs
Le territoire de la commune de Castries est vulnérable à différents aléas naturels : météorologiques (tempête, orage, neige, grand froid, canicule ou sécheresse), inondations, feux de forêts et séisme (sismicité faible). Il est également exposé à un risque technologique, le transport de matières dangereuses. Un site publié par le BRGM permet d'évaluer simplement et rapidement les risques d'un bien localisé soit par son adresse soit par le numéro de sa parcelle.

#### Risques naturels
Certaines parties du territoire communal sont susceptibles d’être affectées par le risque d’inondation par débordement de cours d'eau, notamment la Cadoule et le Bérange. La commune a été reconnue en état de catastrophe naturelle au titre des dommages causés par les inondations et coulées de boue survenues en 1982, 1987, 1994, 2003, 2014 et 2015,.
Castries est exposée au risque de feu de forêt. Un plan départemental de protection des forêts contre les incendies (PDPFCI) a été approuvé en juin 2013 et court jusqu'en 2022, où il doit être renouvelé. Les mesures individuelles de prévention contre les incendies sont précisées par deux arrêtés préfectoraux et s’appliquent dans les zones exposées aux incendies de forêt et à moins de 200 mètres de celles-ci. L’arrêté du 25 avril 2002 réglemente l'emploi du feu en interdisant notamment d’apporter du feu, de fumer et de jeter des mégots de cigarette dans les espaces sensibles et sur les voies qui les traversent sous peine de sanctions. L'arrêté du 11 mars 2013 rend le débroussaillement obligatoire, incombant au propriétaire ou ayant droit,.

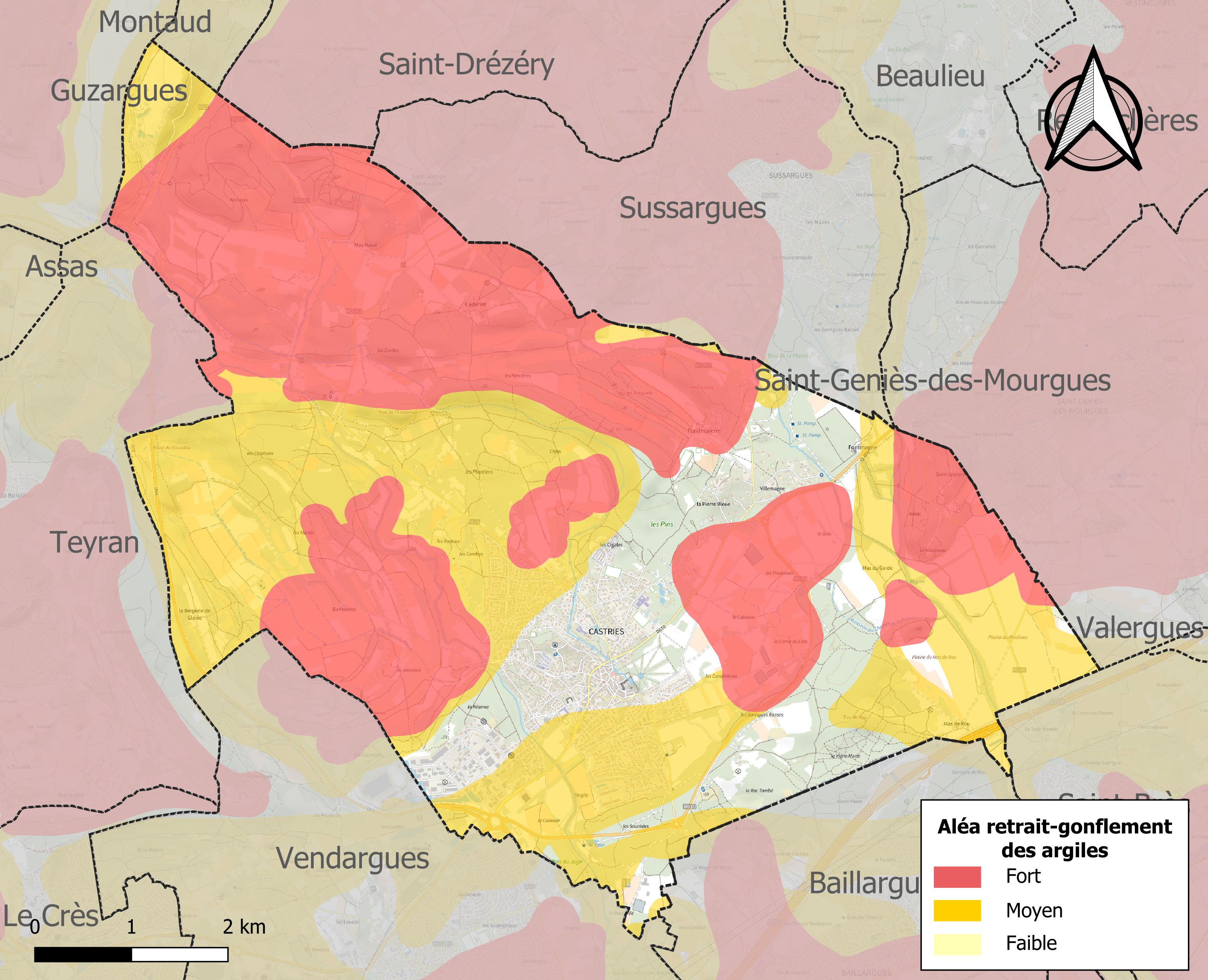
Carte des zones d'aléa retrait-gonflement des sols argileux de Castries.

Le retrait-gonflement des sols argileux est susceptible d'engendrer des dommages importants aux bâtiments en cas d’alternance de périodes de sécheresse et de pluie. 81,4 % de la superficie communale est en aléa moyen ou fort (59,3 % au niveau départemental et 48,5 % au niveau national). Sur les 2 162 bâtiments dénombrés sur la commune en 2019, 1 089 sont en aléa moyen ou fort, soit 50 %, à comparer aux 85 % au niveau départemental et 54 % au niveau national. Une cartographie de l'exposition du territoire national au retrait gonflement des sols argileux est disponible sur le site du BRGM,.
Par ailleurs, afin de mieux appréhender le risque d’affaissement de terrain, l'inventaire national des cavités souterraines permet de localiser celles situées sur la commune.

#### Risques technologiques
Le risque de transport de matières dangereuses sur la commune est lié à sa traversée par des infrastructures routières ou ferroviaires importantes ou la présence d'une canalisation de transport d'hydrocarbures. Un accident se produisant sur de telles infrastructures est susceptible d’avoir des effets graves sur les biens, les personnes ou l'environnement, selon la nature du matériau transporté. Des dispositions d’urbanisme peuvent être préconisées en conséquence.

## Toponymie
En occitan, le nom de la commune est Càstias.

## Histoire
Le site de Castries montre des traces d'une occupation néolithique et chalcolithique (pointes de flèches, silex).
Dès le Ier siècle, un poste de garde romain (castra) est installé au sommet de la colline pour surveiller la voie romaine (via domitia).
Suit une zone d'ombre jusqu'au Xe siècle où le nom de Castra apparaît dans les recueils d'histoire locale. Le premier seigneur connu du château féodal se nomme Dalmace (venu de Catalogne et du Bitérois). Ce puissant seigneur, chevalier croisé, participe à la 1re Croisade et meurt en Palestine. Le fief de Castries entre alors, par mariage (Ermessende) et testaments, dans la seigneurie de Guilhem VII, seigneur de Montpellier. Aux XIIIe et XIVe siècles : calamités avec la peste, des famines et des guerres. À la fin du XIVe siècle, on comptait à Castries onze feux (cinq personnes par feu, soit 55 personnes). La ville comporte deux accès au XVe siècle : la porte de Sommières et la porte de Montpellier.
En 1495, la famille de La Croix achète la baronnie de Castries à Jean de Pierre de Pierrefort. Vers 1520, l'ancien château fort est rasé et reconstruit sur les bases du château actuel, dont l'histoire pendant cinq siècles va être étroitement liée à celle du village.
Suivirent des années de paix fragile et de guerres brutales jusqu'à l'année terrible de 1622 où le duc de Rohan, chef des Églises réformées ordonne la démolition des murailles et le comblement des fossés, pour mieux défendre Montpellier, place de sûreté protestante, dont les troupes de Louis XIII s'approchaient.
En 1985, le château, classé monument historique depuis 1966, est légué à l'Académie française, sur décision du propriétaire, René de Castries.
Pendant la Seconde Guerre mondiale, le 17 juillet 1944, un bombardier américain B-24 fait un atterrissage forcé dans une vigne située sur la commune. L'avion avait été touché par la flak au-dessus de la commune d'Avignon. Sur neuf membres d'équipage, deux étaient encore dans l'appareil lorsqu'il se posa sur le ventre à Castries, les autres ayant sauté en parachute. Il s'agissait du lieutenant copilote, James Zimmerman qui fut fait prisonnier par les Allemands et du sergent mitrailleur Willis Harless qui, décédé des suites de ses blessures provoquées par la flak, fut enterré dans le cimetière du village.

### Héraldique
|  | Les armoiries de Castries se blasonnent : « D'or à Saint Étienne de carnation, habillé en diacre, l'aube d'azur et la dalmatique de gueules, tenant en sa dextre une palme de sinople et en sa senestre trois cailloux d'argent ». Variante : « D’or à Saint-Étienne de sable ». |

## Politique et administration

### Liste des maires
| Période   | Période   | Identité                     | Étiquette                                             | Qualité                                              |
| --------- | --------- | ---------------------------- | ----------------------------------------------------- | ---------------------------------------------------- |
| 1944      | 1950      | René de La Croix de Castries |                                                       |                                                      |
| mars 1951 | mars 1977 | Hippolyte Paulet             | DVG                                                   |                                                      |
| mars 1977 | mars 1995 | Paul Brunel                  | DVG                                                   | Conseiller général du canton de Castries (1972-1985) |
| mars 1995 | mars 2001 | Maurice Andrieux             | DVD                                                   |                                                      |
| mars 2001 | mai 2020  | Gilbert Pastor               | PS                                                    | Retraité                                             |
| mai 2020  | En cours  | Claudine Vassas-Mejri,       | Groupe Majoritaire Gauche Républicaine (GMGR) puis PS | Cadre dans le secteur sanitaire et social            |

### Jumelages
Castries est jumelée avec :
- Volpiano (Italie) depuis 2010[35]. Dans le cadre du jumelage avec la ville italienne située dans le Piémont, des représentants de l'association humanitaire castriote « Castries Village Solidaire » sont en contact avec l'association humanitaire italienne « Dona Con Amore » afin d'élaborer des projets humanitaires communs[36].

## Population et société

### Démographie
L'évolution du nombre d'habitants est connue à travers les recensements de la population effectués dans la commune depuis 1793. Pour les communes de moins de 10 000 habitants, une enquête de recensement portant sur toute la population est réalisée tous les cinq ans, les populations de référence des années intermédiaires étant quant à elles estimées par interpolation ou extrapolation. Pour la commune, le premier recensement exhaustif entrant dans le cadre du nouveau dispositif a été réalisé en 2008.

En 2022, la commune comptait 6 722 habitants, en évolution de +10,11 % par rapport à 2016 (Hérault : +7,49 %, France hors Mayotte : +2,11 %).
| 1793 | 1800 | 1806 | 1821 | 1831 | 1836 | 1841 | 1846  | 1851  |
| ---- | ---- | ---- | ---- | ---- | ---- | ---- | ----- | ----- |
| 511  | 558  | 615  | 787  | 715  | 798  | 954  | 1 017 | 1 126 |

| 1856  | 1861  | 1866  | 1872  | 1876  | 1881  | 1886  | 1891  | 1896  |
| ----- | ----- | ----- | ----- | ----- | ----- | ----- | ----- | ----- |
| 1 150 | 1 213 | 1 386 | 1 415 | 1 212 | 1 044 | 1 080 | 1 168 | 1 280 |

| 1901  | 1906  | 1911  | 1921  | 1926  | 1931  | 1936  | 1946  | 1954  |
| ----- | ----- | ----- | ----- | ----- | ----- | ----- | ----- | ----- |
| 1 339 | 1 336 | 1 242 | 1 368 | 1 364 | 1 430 | 1 234 | 1 090 | 1 247 |

| 1962  | 1968  | 1975  | 1982  | 1990  | 1999  | 2006  | 2008  | 2013  |
| ----- | ----- | ----- | ----- | ----- | ----- | ----- | ----- | ----- |
| 1 368 | 1 791 | 2 461 | 3 419 | 3 992 | 5 146 | 5 423 | 5 519 | 5 935 |

| 2018  | 2022  | - | - | - | - | - | - | - |
| ----- | ----- | - | - | - | - | - | - | - |
| 6 250 | 6 722 | - | - | - | - | - | - | - |

### Enseignement
- Le collège Les Pins ;
- L'école primaire Marcel-Pagnol ;
- L'école élémentaire et maternelle de La Guesse ;
- L'école maternelle Le Chat Perché ;
- L'école Sainte-Marie.

## Culture locale et patrimoine

### Lieux et monuments
La commune compte quatre monuments répertoriés à l'inventaire des monuments historiques, dont le Château de Castries et aucun lieu et monument répertoriés à l'inventaire général du patrimoine culturel. Par ailleurs, elle compte 81 objets répertoriés à l'inventaire des monuments historiques et un objet répertorié à l'inventaire général du patrimoine culturel :
- le pont sur la Cadoule, inscrit depuis le 12 octobre 1946[45] ;
- le domaine de Castries, classé depuis le 14 mai 2004[46] dans lequel est situé le château de Castries reconnaissable de fort loin à ses tours coiffées de hautes toitures à la mansard ou brisis récemment restituées couvertes de tuiles vernissées ;
- l'aqueduc du château de Castries réalisé par Pierre-Paul Riquet, classé depuis le 8 septembre 1949[47] ;
- les vestiges de l'ancienne église paroissiale Saint-Étienne, construite vers l'an 1050, effondrée en 1870 et transformée en un square au XXe siècle[48]. Elle se situe au square Coste, à droite de l'entrée du château, derrière les halles[49],[50]. Elle est classée au titre des monuments historiques depuis le 20 octobre 1960[51],[52].

Outre ces monuments, on peut également citer :
- l'église de l'Invention-de-Saint-Étienne de Castries. L'église paroissiale date de la seconde moitié du XIXe siècle, typique de l'architecture néo-gothique surmontée d'une haute flèche de pierre[50]. Elle abrite une cloche datant de 1664, classée MH, du fondeur Lonar Bordes[53] ;
- la chapelle de la Capelette de Castries ;
- la chapelle de l'ermitage Saint-Léonard de Castries ;

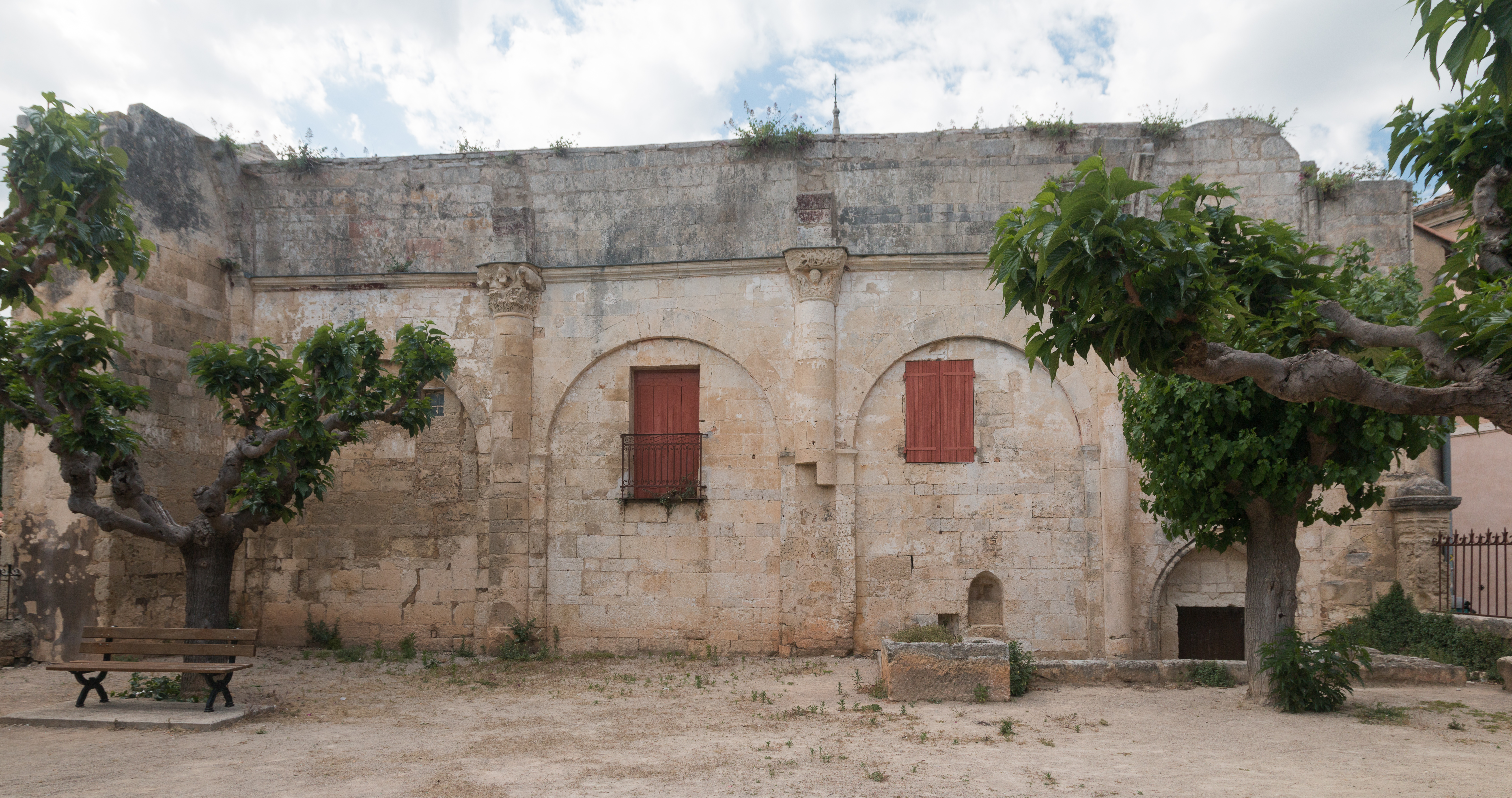
Ancienne église de l'Invention-de-Saint-Étienne de Castries.
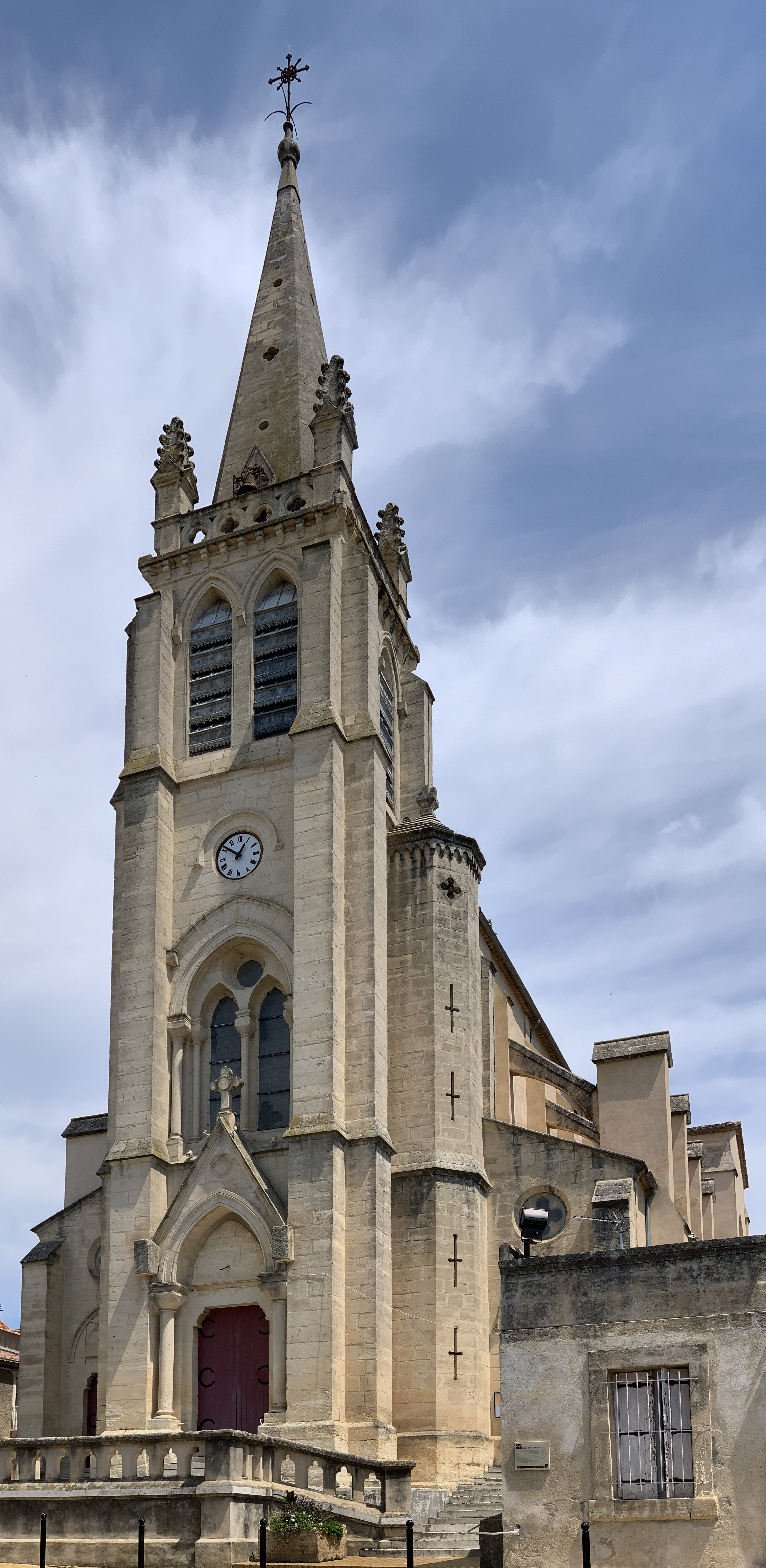
Église de l'Invention-de-Saint-Étienne de Castries.

- le moulin à huile ;
- le square Coste (rue du Château) ;
- le château de Fontmagne ;
- le mas de Roux et son site archéologique d'un ancien village médiéval qui a été fouillé en 2012-2013[54] en bordure de l'autoroute A9 et les mas de Moulinas, de Fondespierres, de Fontmarie, de Cadenet, Naud, de Bannière et de Saint-Antoine ;
- la médiathèque de Montpellier Méditerranée Métropole Françoise Giroud construite en 2007 à l'emplacement de l'ancienne cave coopérative ;
- la première tuilerie et le four à chaux ;
- le pont des Tourilles ;
- le pont du Bérange et ses demeures bourgeoises en bordure de route. Grand parc avec un impressionnant et long alignement de platanes autour d'un ancien canal d'irrigation. Non loin se trouve l'ancien ermitage Saint-Léonard, chapelle romane à chevet plat, dont la façade est un placage du XIXe siècle ;
- le pont de Bannière ;
- les carrières de pierre ;
- la voie secondaire romaine entre Castries et Sussargues ;
- l'ancienne gare PLM-SNCF ;
- le château d'eau élevé en 1953 par l'architecte grand prix de Rome Pierre Dufau. Ce bâtiment, repère paysager, se distingue par son architecture originale mélangeant béton et pierre locale. Le réservoir est perché au dessus de 4 hautes arches.

### Galerie

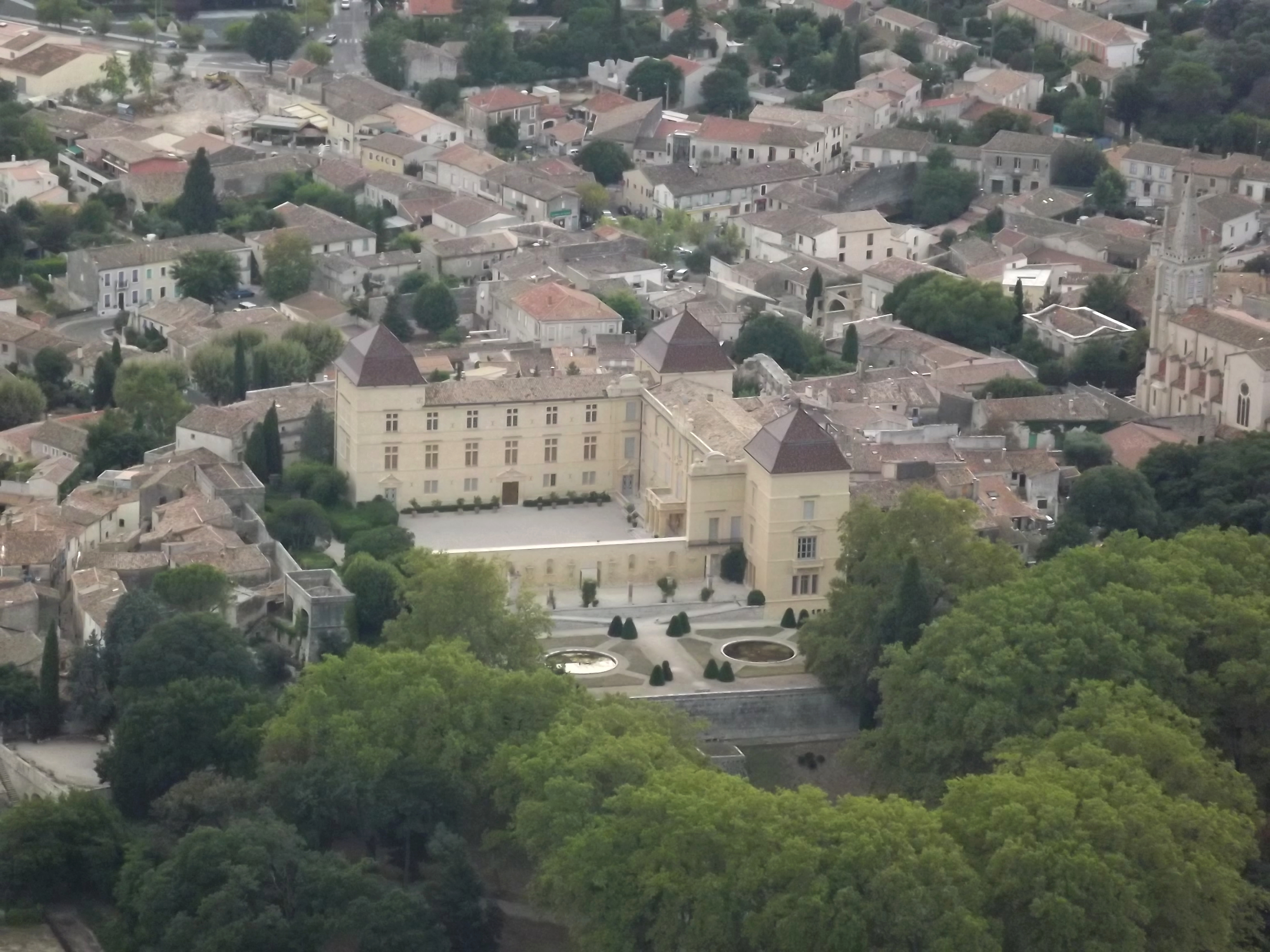
Vue du domaine de Castries.
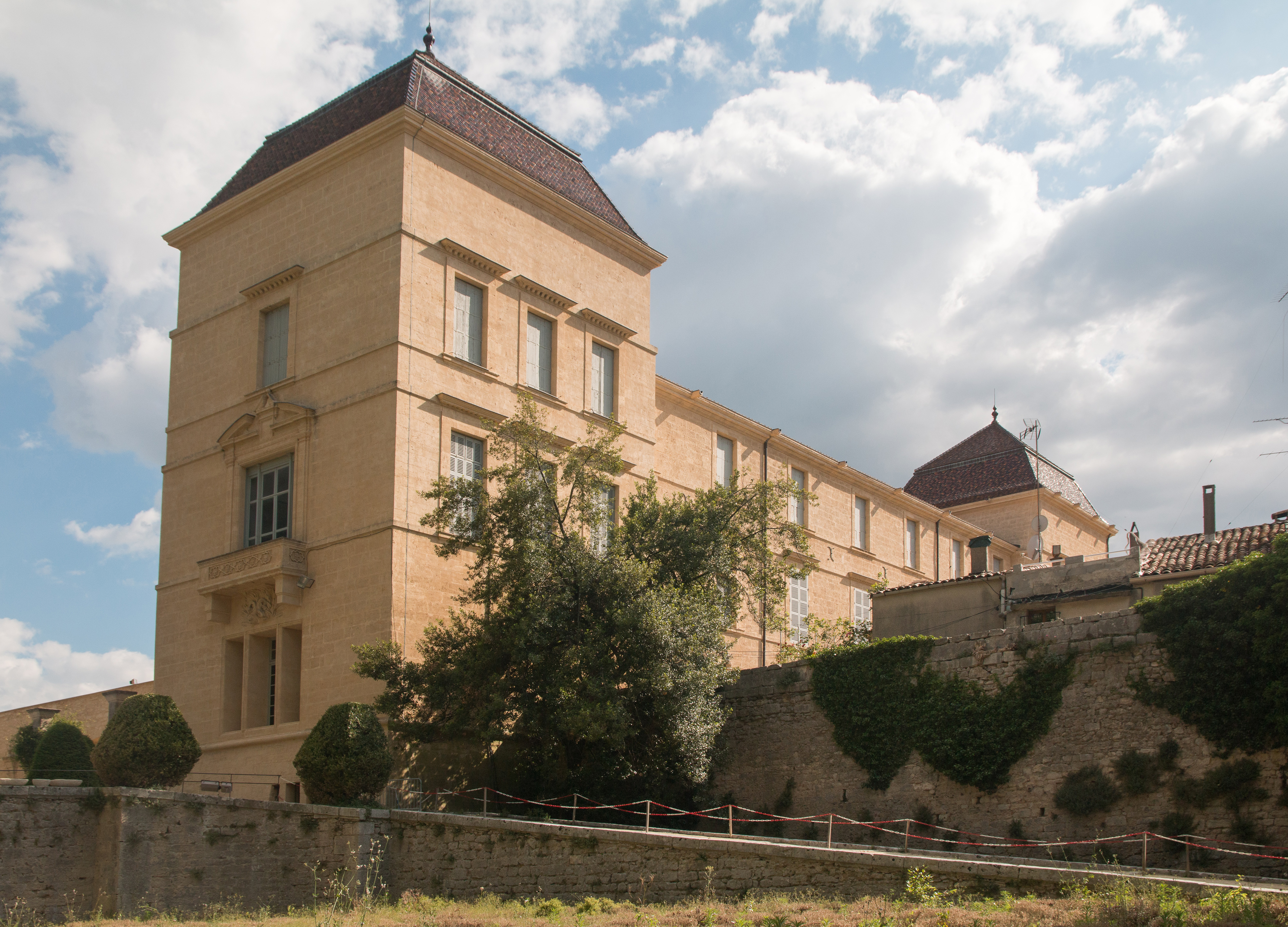
Vue de la façade ouest vue du château de Castries en 2015.
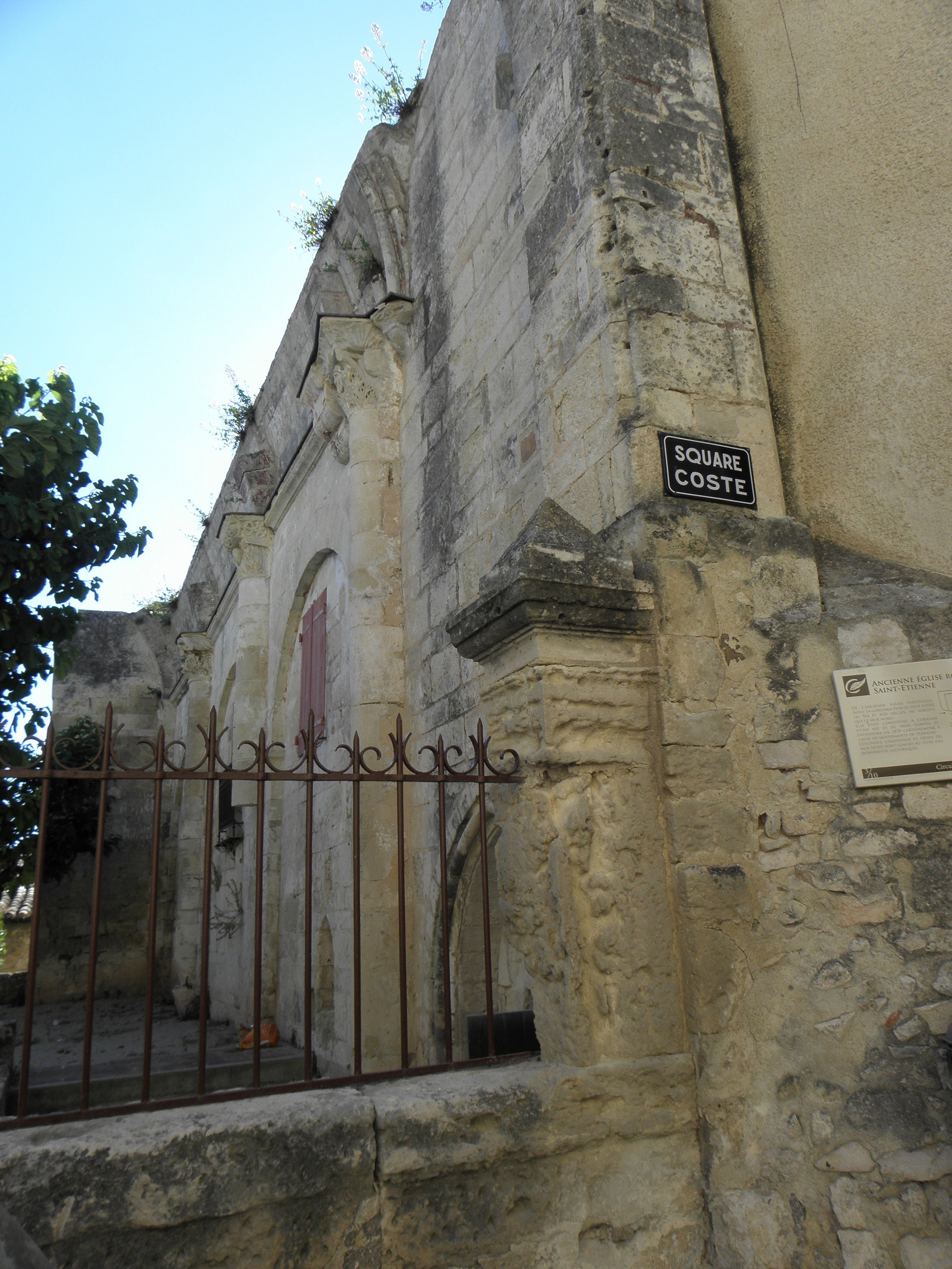
Vue des vestiges de l'ancienne église paroissiale Saint-Étienne.
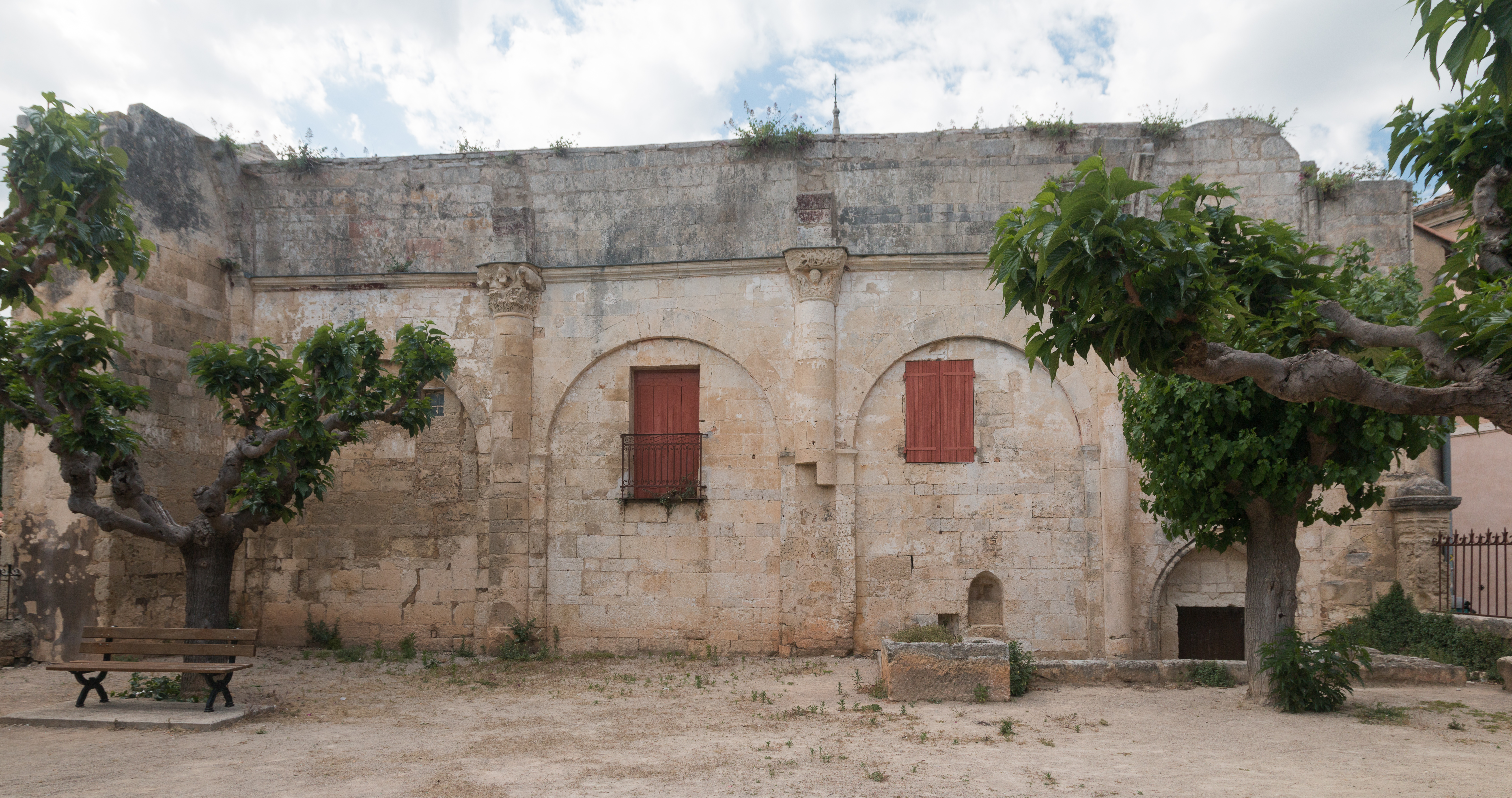
Vue générale des vestiges de l'ancienne église paroissiale.
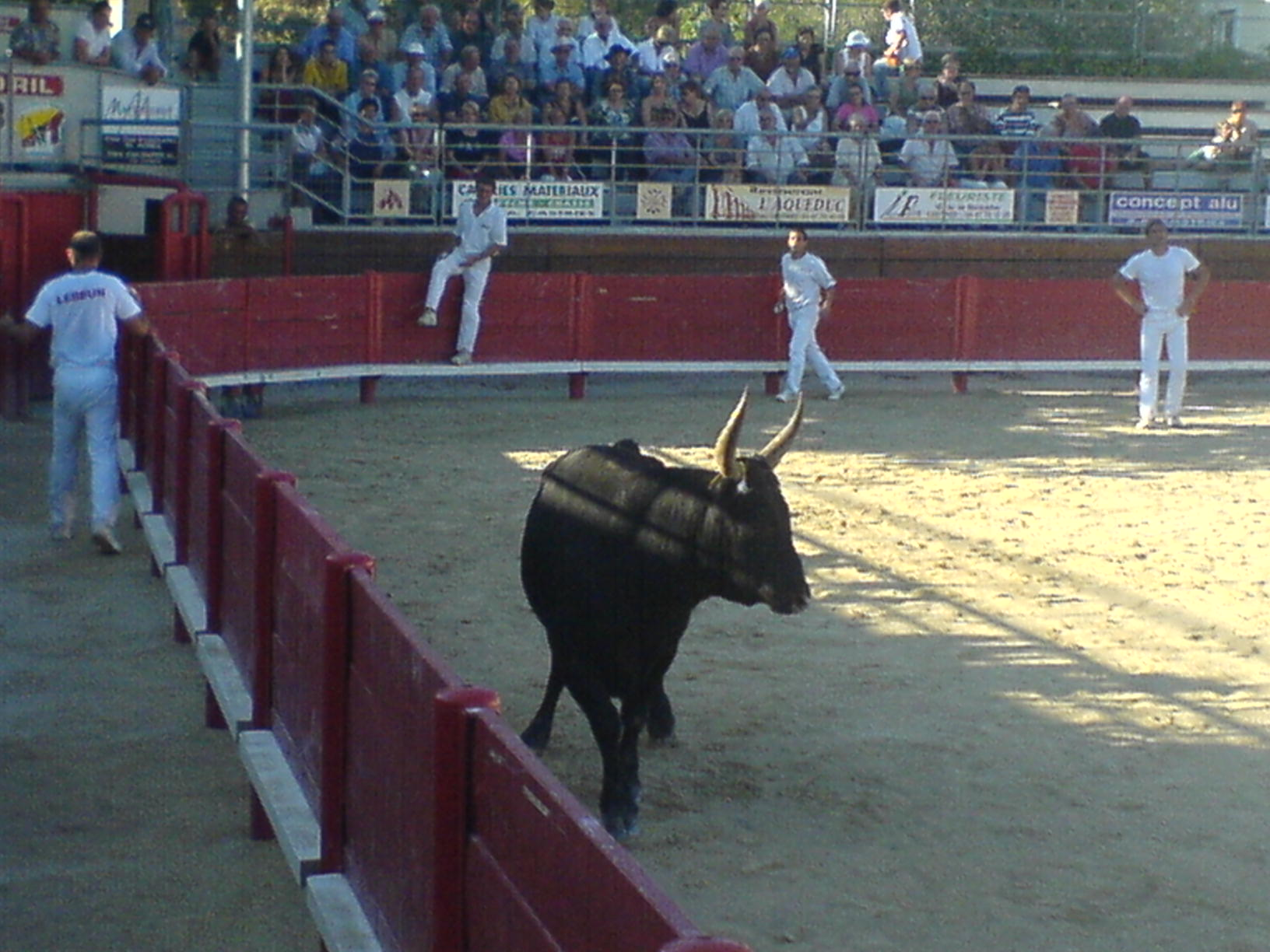
Vue d'une course camarguaise, en 2007, dans les arènes.
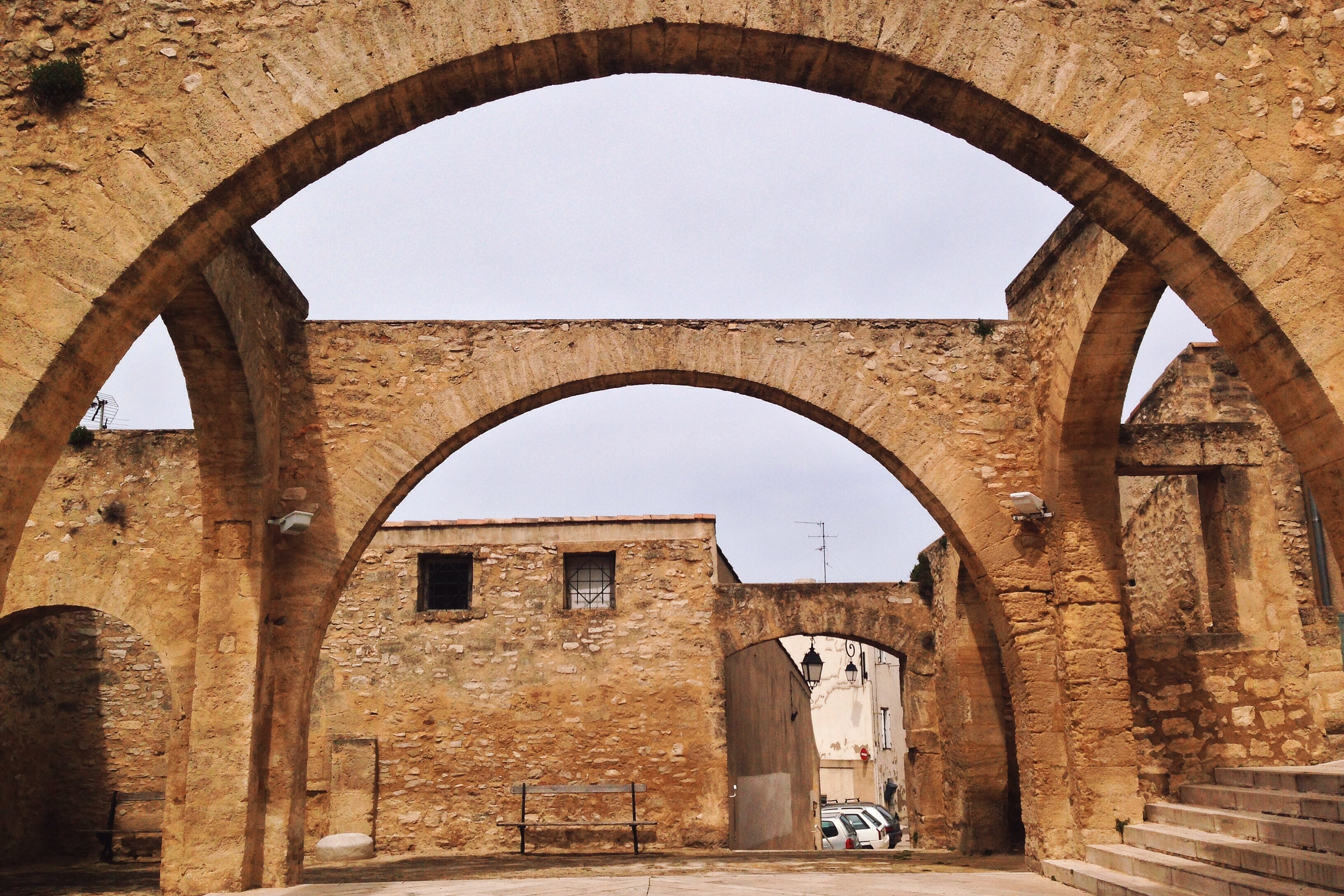
Vue de la placette du cœur du village en 2015.
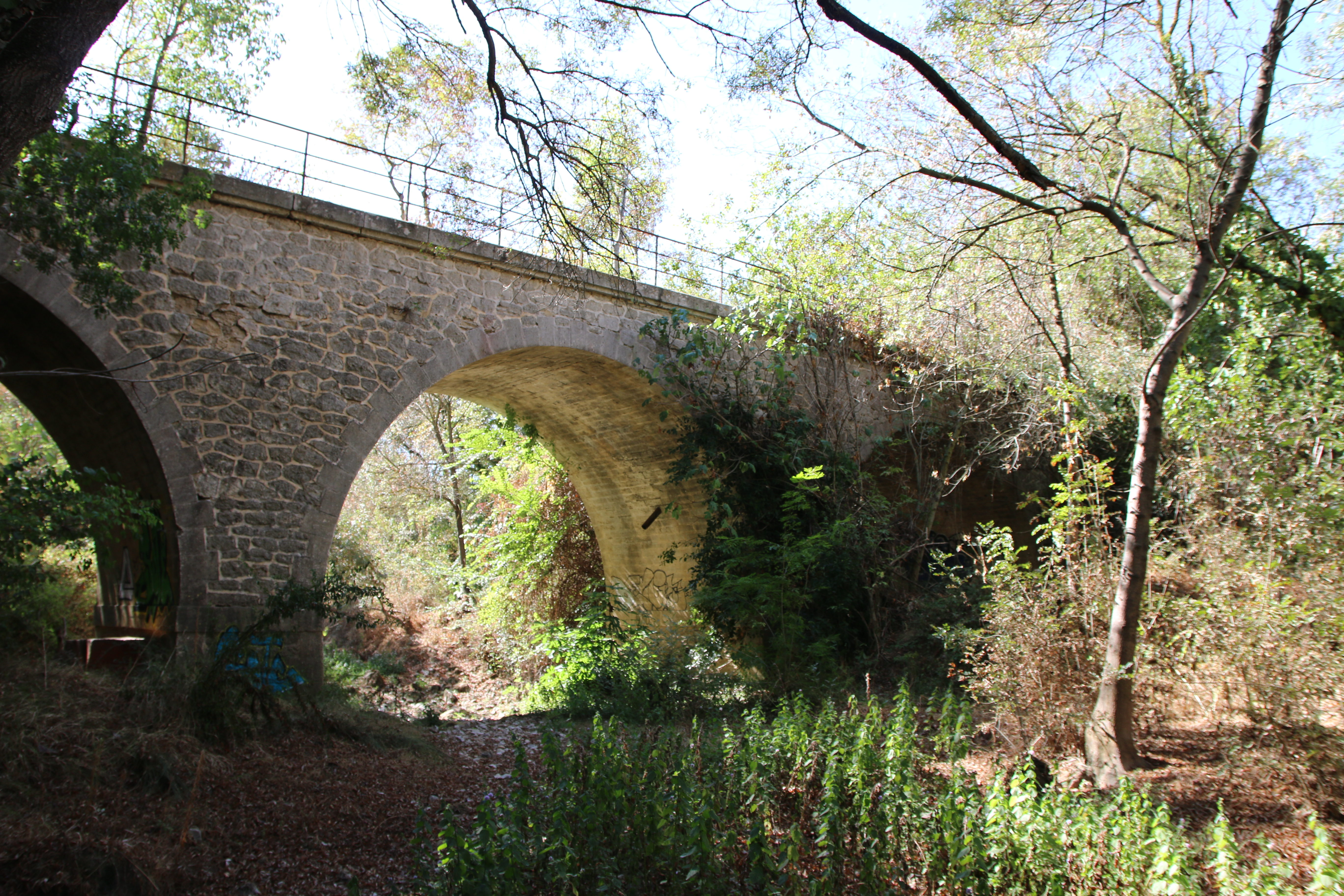
Vue du pont de l'ancienne voie ferrée.
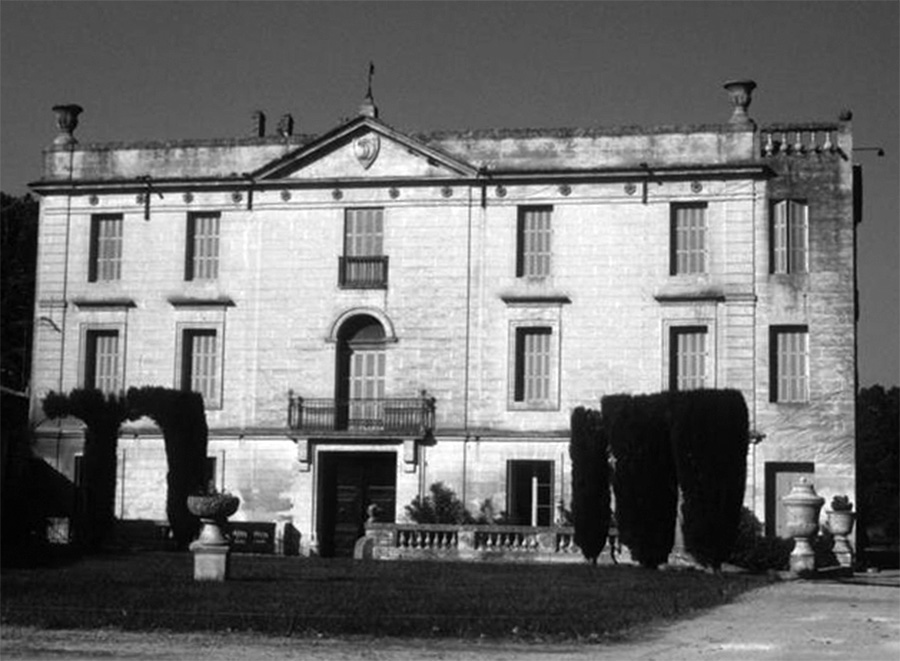
Château de Fontmagne.

Aqueduc de Castries
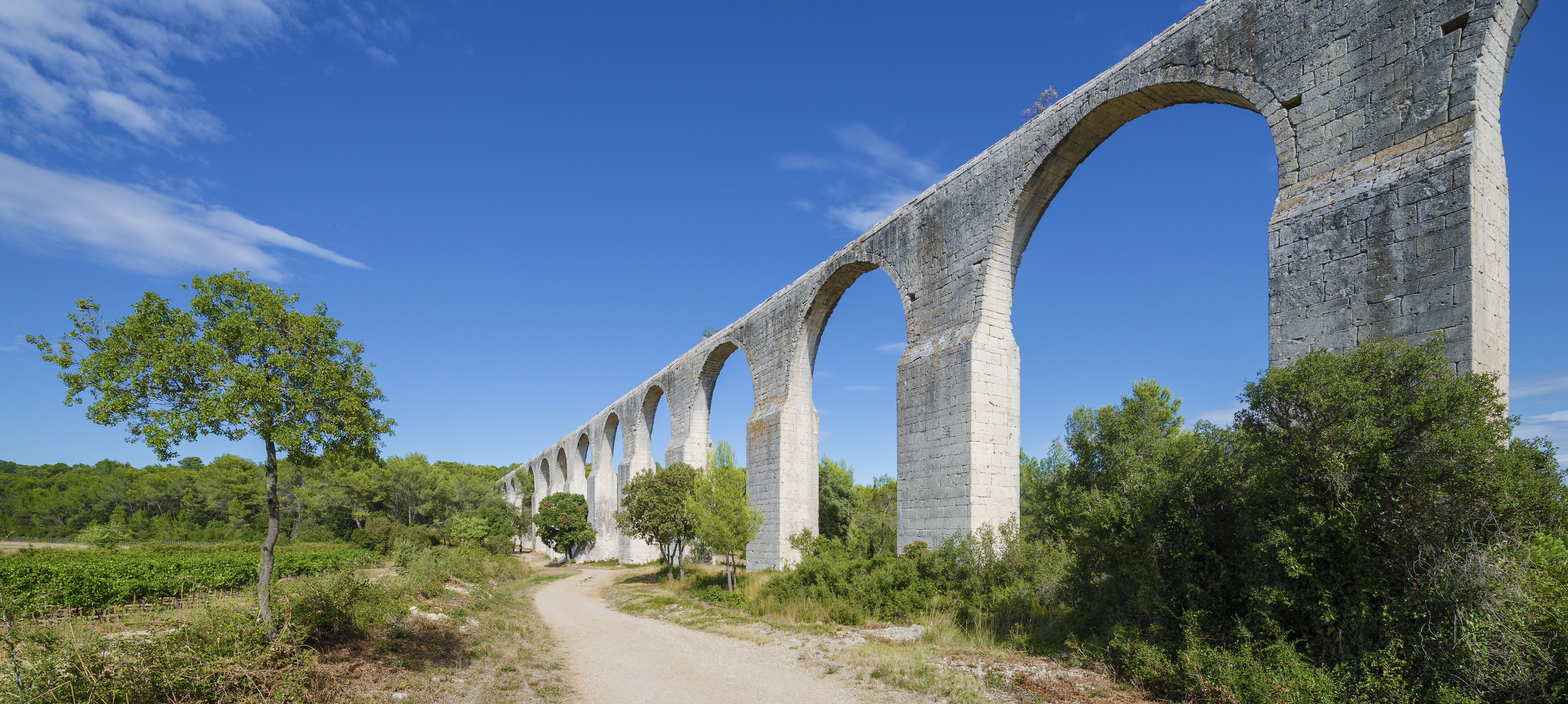
Aqueduc alimentant le château.
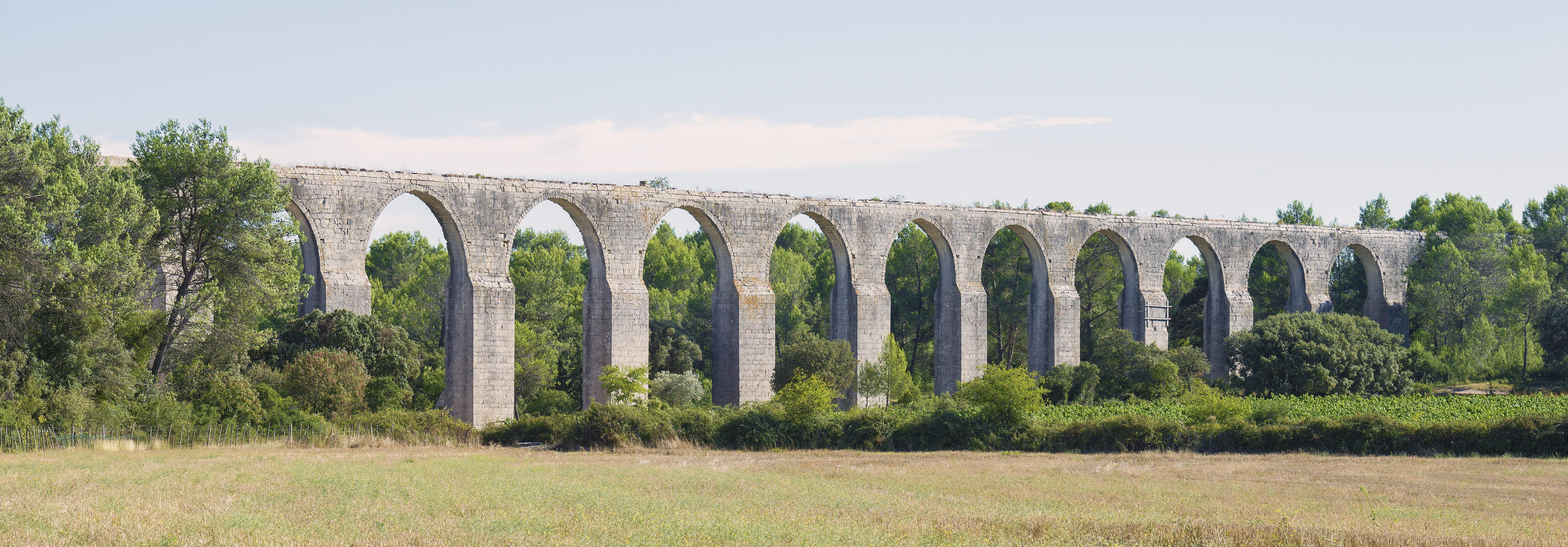
Aqueduc alimentant le château.
Plan du pont de Castries sur la rivière du Cadoule en 1769.

## Personnalités liées à la commune
- La famille du duc de Castries de la maison de Castries est une famille issue de la noblesse ;
- Jacques Marie Cyprien Victor Coste (1807-1873), naturaliste.
- Enrique Bryant (1920-2010), artiste peintre mexicain ayant vécu à Castries[55].